# Obilukha Corona
L'Obilukha Corona è una struttura geologica della superficie di Venere.